# أرميل ديزني
غاستون أرميل ماموما أوسيلا (بالإنجليزية: Gaston Armel Mamouma-Ossila)‏ (مواليد 7 يناير 1980 في برازافيل) لاعب كرة قدم كونغولي دولي يجيد اللعب في خط الهجوم . يلعب حاليا لصالح نادي إنترناشيونال الروماني منذ سنة 2008 .